# Langkofelhütte

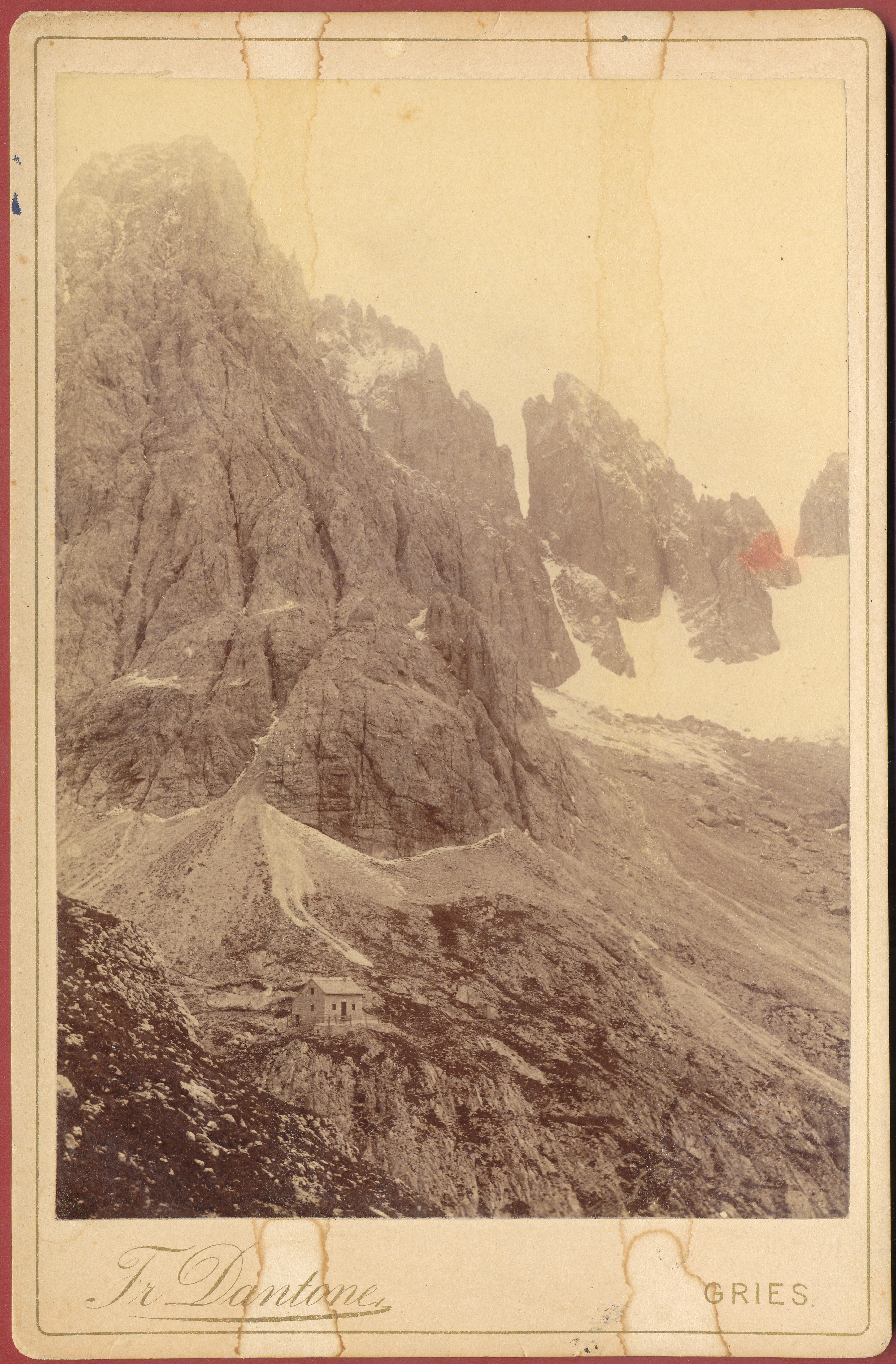
Die Hütte in einem Foto von Franz Dantone um 1895

Die Langkofelhütte (italienisch Rifugio Vicenza, ladinisch Utia de Dantersasc) ist eine Schutzhütte in den Südtiroler Dolomiten in den italienischen Alpen.

## Lage und Umgebung
Die Langkofelhütte befindet sich bei der Einmündung des Plattkofelkars in das Langkofelkar (ladinisch Dantersasc), der zwei von den Bergen der Langkofelgruppe umgebenen Hochtäler zwischen dem Langkofel und dem Plattkofel. Sie liegt auf 2253 m s.l.m. Höhe auf dem Gebiet der Gemeinde St. Christina.
Die Hütte dient als Stützpunkt für Wanderungen und Klettereien in der Langkofelgruppe. Wenn man das Tal in nordwestliche Richtung verlässt, erreicht man gegen Norden den Monte Pana und Gröden und gegen Westen die Seiser Alm. Folgt man dem Weg nach Südosten höher ins Langkofelkar hinauf, gelangt man über die Langkofelscharte mit der Toni-Demetz-Hütte zum Sellajoch. In südwestliche Richtung erreicht man durch das Plattkofelkar aufsteigend den Oskar-Schuster-Klettersteig, der auf den Plattkofel führt.

## Geschichte

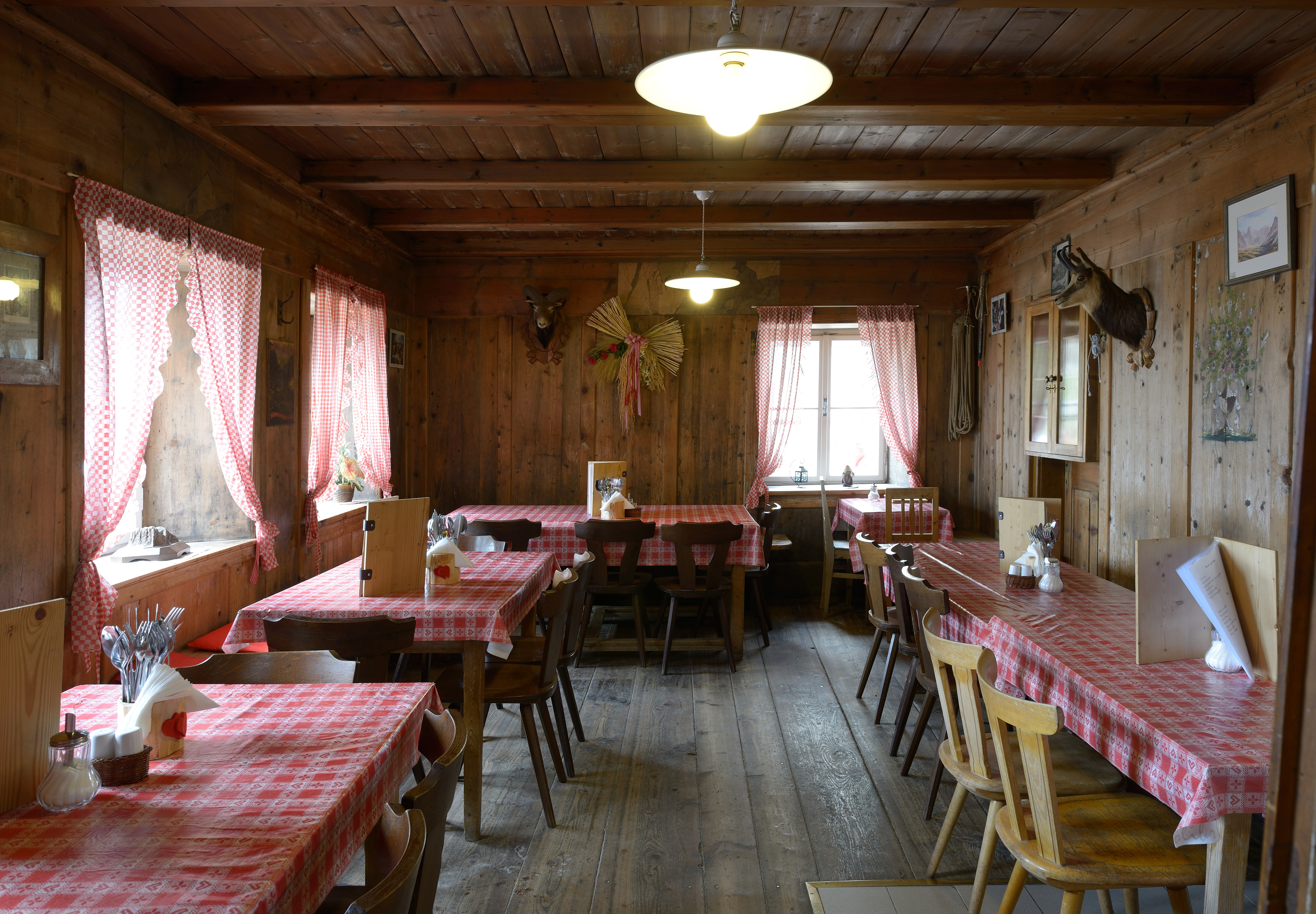
Historischer Speisesaal in der Hütte

Eine erste Hütte am Langkofel wurde 1894 von der Akademischen Sektion Wien (ASW) des Deutschen und Österreichischen Alpenvereins (DÖAV) erbaut. Die 1887 gegründete ASW hatte sich die touristische Erschließung der Langkofelgruppe zum Ziel gesetzt. Mit dem Bau der Hütte wollte man aber auch, ganz im Sinne des von der Sektion vertretenen elitären Deutschnationalismus, zur Verteidigung des Deutschtums und zum Kampf gegen die Irredenta-Bewegung in den Grenzgebieten beitragen. Die 1894 erbaute Hütte fiel jedoch im Winter 1900–1901 einer Lawine zum Opfer. 1903 erfolgte ein zweistöckiger Neubau in einer geschützteren Lage, der 1906–1908 deutlich erweitert wurde. Nach dem Ersten Weltkrieg wurde die Hütte vom italienischen Staat enteignet und der Sektion Vicenza des Club Alpino Italiano (CAI) übergeben.
Zusammen mit 24 weiteren vom Staat enteigneten Schutzhütten ging die Langkofelhütte 1999 in das Eigentum der Autonomen Provinz Bozen – Südtirol über; mit Jahresende 2010 lief die Konzession zu deren Führung durch den CAI aus. Seit 2015 wird das Land Südtirol bei der Verwaltung der Hütte (Vergabe an Pächter, Überwachung der Führung, Sanierungsmaßnahmen) durch eine paritätische Kommission unterstützt, in der neben der öffentlichen Hand auch der AVS und der CAI vertreten sind.
Ein reich bebildertes Hüttenbuch mit Einträgen vom Tag der Eröffnung am 9. September 1894 bis zum Jahr 1908 wird im Museum Gherdëina in St. Ulrich aufbewahrt.